# Испанско-французская граница
Испанско-французская граница (исп. Frontera entre España y Francia; фр. Frontière entre l'Espagne et la France) — государственная граница между Испанией и Францией. Её протяжённость составляет 623 км (136-е место в списке «Самые длинные сухопутные границы мира»), в нынешнем виде существует с 1659 года (Пиренейский мир). Испаноязычные источники приводят длину границы 656,3 км.

## Описание
Граница проходит в северо-восточной части Испании и юго-западной части Франции. В восточной части границы, точно на ней, расположено карликовое государство Андорра (ассоциированно с обоими государствами, но не входит в Европейский союз). Андорра прерывает испанско-французскую границу на 63,7 км со стороны Испании и на 55 км со стороны Франции.
Ближайшие города к границе в её западной части — Андай (Франция) и Ирун (Испания), далее граница проходит по Пиренеям; ближайшие города к границе в её восточной части — Сербер (Франция) и Портбоу (Испания). Крайняя западная точка границы — Бискайский залив, крайняя восточная — Средиземное море.
С запада на восток к границе примыкают провинции Испании и департаменты Франции:
Испания
- Гипускоа (Страна Басков)
- Наварра
- Уэска (Арагон)
- Льейда (Каталония)
- Жирона (Каталония)

Франция
- Атлантические Пиренеи (Новая Аквитания)
- Верхние Пиренеи (Окситания)
- Верхняя Гаронна (Окситания)
- Арьеж (Окситания)
- Восточные Пиренеи (Окситания)

Испания имеет эксклав во Франции — Льивия.
Почти сразу после начала границы (с западной её части) посередине реки Бидасоа расположен остров Фазанов. Он необитаем, имеет площадь всего 6820 м²; интересен тем, что находится в совместном владении Испании и Франции. Администрация испанского города Ирун и администрация французского города Андай сменяют друг друга раз в полгода.

### Некоторые пограничные переходы
- Ирун — Андай
- Эноа — Урдакс
- Валькарлос — Арнеги
- Пучсерда — Бур-Мадам[фр.]
- Портбоу — Сербер[фр.]
- Перевал Сомпорт[фр.]
- Перевал Баниюль[фр.]
- Перевал Пуртале[фр.]
- Королевский мост[фр.]

## История
В нынешнем виде испанско-французская граница существует с 1659 года, когда был заключён Пиренейский мир. Позже между странами заключались дополнительные небольшие соглашения об уточнении границ. В 1764 году была уточнена граница между регионом Эмпорда и коммуной Ле-Пертюс. В 1785 году была уточнена граница между коммуной Альдюд и муниципалитетом Валькарлос. Между 1856 и 1868 годами королева Испании Изабелла II и президент Франции Наполеон III подписали несколько документов, уточняющих границы двух стран: между провинцией Гипускоа и королевством Наварра; между провинциями Уэска и Льейда; и другие. В 1980 году стра́ны заключили соглашение об установлении делимитации границы внутри тоннеля Транспирен-Бьельса-Арагнуэ.
В 1995 году вступило в силу Шенгенское соглашение (в 1999 году заменено «Шенгенским правом Европейского союза»), согласно которому пограничный контроль за людьми и товарами был отменён, что обеспечило свободу передвижения через границу.
Пограничные маркеры
С середины XIX века границу Испании и Франции исторически отмечают 602 маркера-камня. Они последовательно пронумерованы с запада на восток в формате буква—число. Вокруг Льивии установлены ещё 45 похожих сооружений, только заметно меньшего размера.
- Королевский мост[фр.]
- Перевал Пуртале[фр.]
- Маркер между муниципалитетом Вера-де-Бидасоа и коммуной Бирьяту
- Один из маркеров, окружающих Льивию.
- Карикатура 1881 года «Вход свободный!»